# Sacred
Sacred är ett datorspel för Windows av action-rollspelstyp från 2004, utvecklat av det tyska företaget Ascaron. Till sin uppbyggnad liknar det Diablo, men är också olikt på många punkter. Precis som i Diablo finns det många monster och de flesta är relativt enkla att döda.